# Arthur Ashe
Pour l’article ayant un titre homophone, voir Arthur H.
Pour les articles homonymes, voir Ashe.
Arthur Ashe, né le 10 juillet 1943 à Richmond (Virginie) et mort le 6 février 1993 à New York, est un joueur de tennis américain, professionnel de 1968 à 1980.
Vainqueur de trois tournois du Grand Chelem en simple et deux en double, il est membre du International Tennis Hall of Fame depuis 1984.

## Carrière
Fils d'un policier, Arthur Ashe est né dans un quartier pauvre de Richmond en Virginie. Il commence à jouer au tennis à l'âge de huit ans. La plupart des tournois lui sont cependant interdits en raison de sa couleur de peau. Il parvient toutefois à se faire remarquer en 1963 en remportant un championnat interscolaire qui lui permet d'intégrer l'université.
Arthur Ashe commence sa carrière en 1960. Il remporte son premier tournoi amateur à Hackensack dans l'État du New Jersey, alors qu'il était à quelques jours de fêter son 18e anniversaire. Son palmarès chez les amateurs fut riche de 26 titres. Il obtient en 1963 une bourse de l'université de Californie à Los Angeles (UCLA). Il remporte durant cette période sept championnats universitaires.
Il rejoint l'équipe américaine de Coupe Davis (il est le premier joueur afro-américain sélectionné). L'ère Open allait lui apporter des victoires. En effet, le 8 septembre 1968, il remporte l'US Open dans une finale d'anthologie contre le Hollandais volant, surnom donné à Tom Okker, sur un score extrêmement disputé (14-12, 5-7, 6-3, 3-6, 6-3), devenant ainsi le premier joueur noir à avoir remporté un tournoi du Grand Chelem (bien après la première joueuse noire à avoir réalisé cela, Althea Gibson en 1956 à Roland-Garros). Cette année-là, il fait également partie de l'équipe américaine victorieuse en Coupe Davis. En 1970, il récidive à l'Open d'Australie qui se déroule à Sydney et où il s'impose plus facilement contre le joueur local Dick Crealy (6-4, 9-7, 6-2).
L'année 1975 est pour lui exceptionnelle à tous points de vue. Il est pratiquement le roi de la WCT en remportant pas moins de 5 tournois, d'abord en dominant Björn Borg en finale à Barcelone, Munich et surtout à Dallas, où il prend sa revanche de l'année précédente, plus deux autres titres contre Tom Okker à Rotterdam et Stockholm. En juillet à Wimbledon, il bat au stade des quarts de finale Björn Borg (2-6, 6-4, 8-6, 6-1), puis à la surprise générale le favori Jimmy Connors en finale sur un score flatteur (6-1, 6-1, 5-7, 6-4). Il aura en tout pour cette année 1975 battu Borg quatre fois pour trois défaites, aucun autre joueur ne réussira à refaire cet exploit.
Malgré un palmarès impressionnant, Arthur Ashe regrettera toujours de ne pas avoir remporté de tournois (en simple) sur le continent africain, plus particulièrement dans le pays de l'Apartheid, l'Afrique du Sud. Il perd deux finales en 1973 et 1974 contre Jimmy Connors à Johannesbourg, ainsi qu'une autre finale en 1976 à Lagos au Nigeria contre Dick Stockton. En finale du Masters 1978 (qui se déroule en janvier 1979 à New York), alors âgé de plus de 35 ans, il a deux balles de matchs contre le jeune surdoué John McEnroe avant de s'incliner. Il dispute encore deux finales en 1979 à Philadelphie et à Memphis, battu les deux fois par Jimmy Connors.

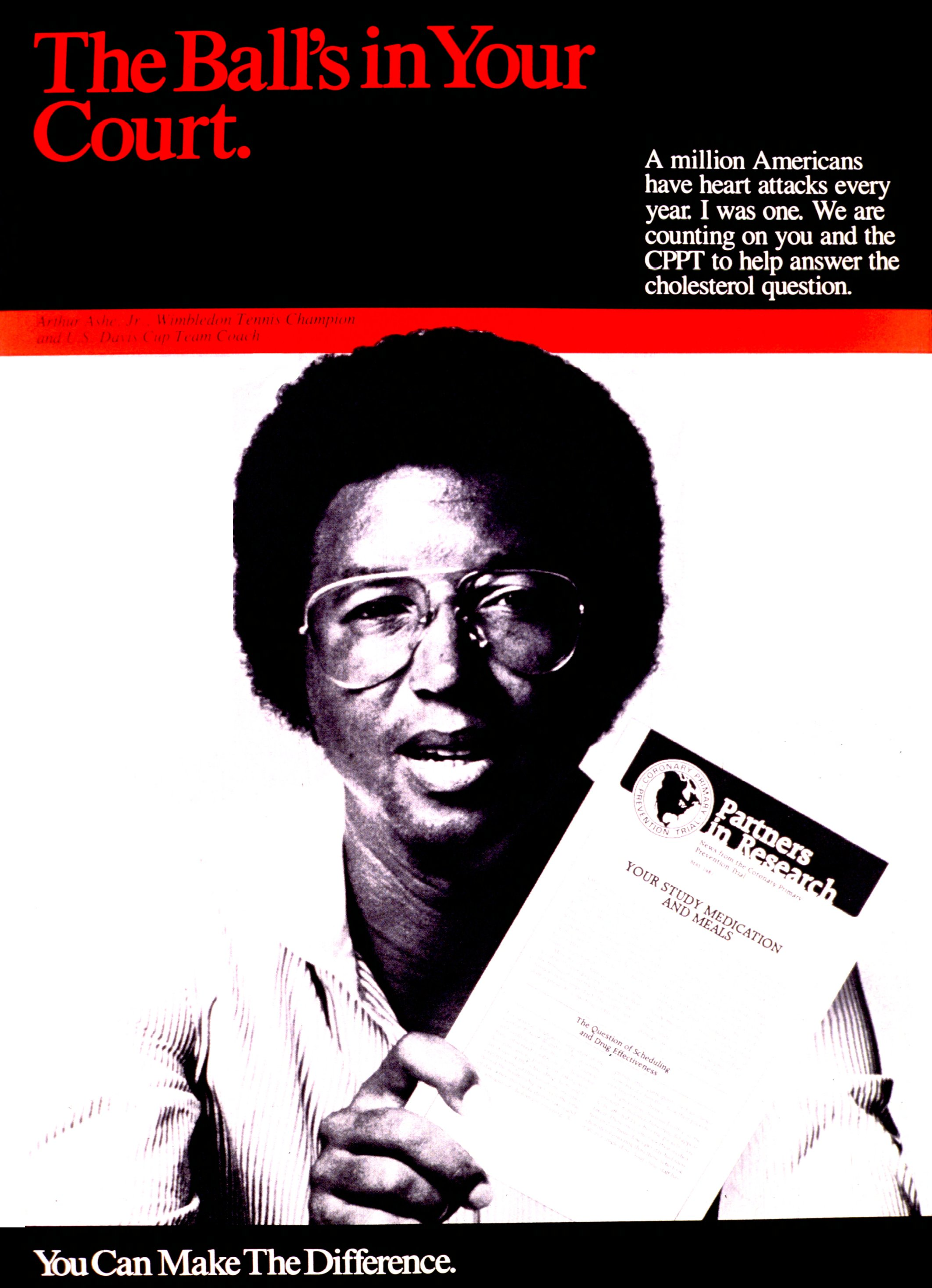
Arthur Ashe fait une promotion pour la santé du cœur après avoir souffert d'une crise cardiaque en 1979.

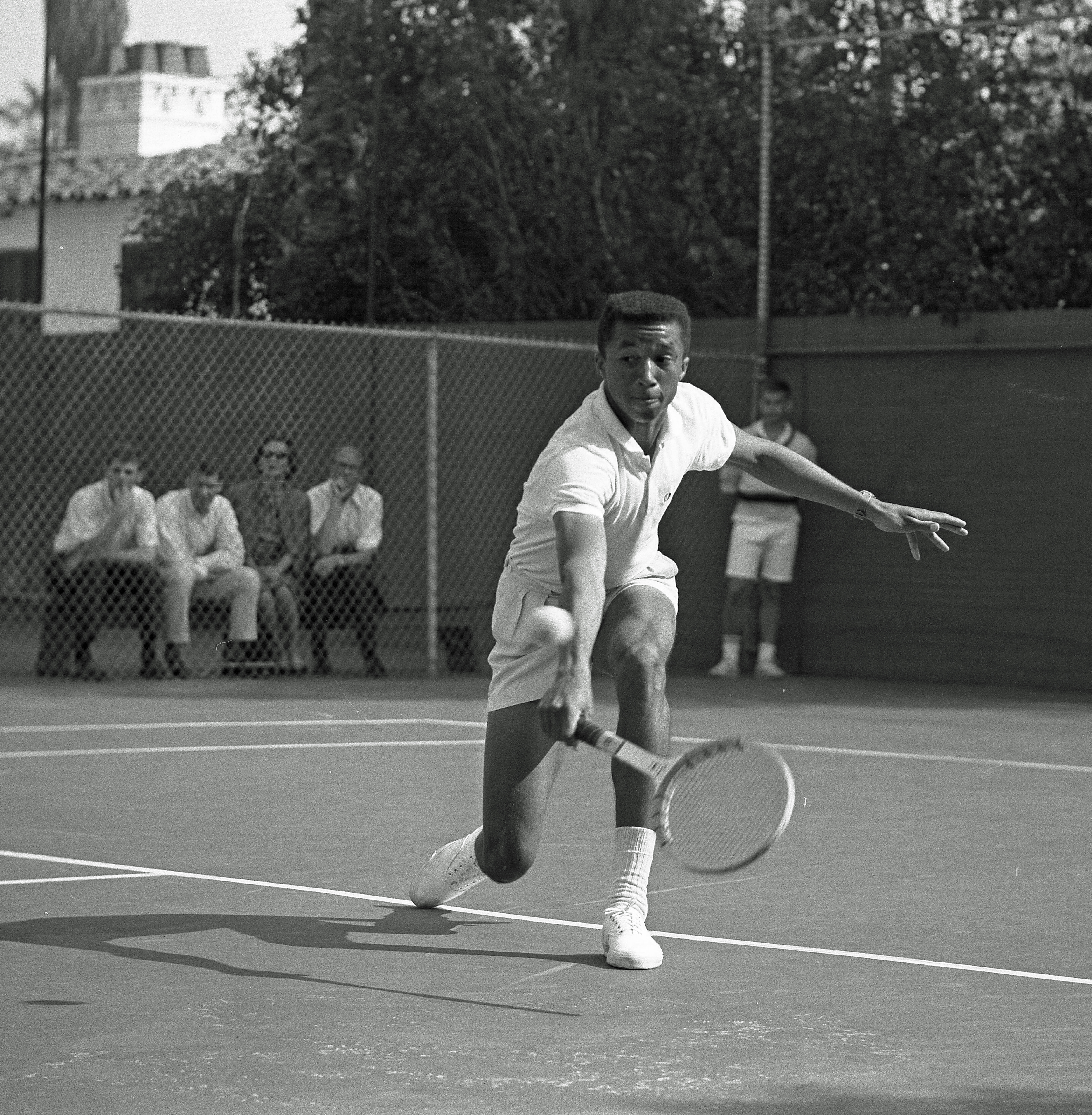
Ashe en 1964

Il met un terme à sa carrière en 1980, à la suite de problèmes cardiaques. Il aura remporté au total au cours de sa carrière de joueur de tennis amateur et professionnel 73 tournois en simple, dont 3 tournois du Grand Chelem. Bien qu'il n'atteignît que la deuxième place au classement ATP, en mai 1976, il fut considéré comme le meilleur joueur du monde en 1975 par la plupart des spécialistes comme Bud Collins, Judith Elian ou encore Lance Tingay.[réf. nécessaire]
Il fut également président de l'association des joueurs de tennis professionnels (ATP) en 1974 et capitaine de l'équipe américaine de Coupe Davis entre 1981 et 1985. Après sa carrière, il a notamment commenté le tennis à la télévision américaine.
Il est mort d'une pneumonie consécutive au sida, maladie contractée à la suite d'une transfusion sanguine lors d'une opération à cœur ouvert.

## Engagement et popularité
Arthur Ashe fut également un sportif très engagé. Il a apporté son soutien à la cause Noire en Afrique du Sud durant l'apartheid et a contribué à l'exclusion de l'équipe d'Afrique du Sud de Coupe Davis en 1970. Il a aussi défendu des réfugiés haïtiens aux États-Unis et a été arrêté devant la Maison-Blanche alors qu'il manifestait en faveur de leurs droits. Par ailleurs, il a lutté contre le virus du sida et est intervenu au pupitre des Nations unies, où il a annoncé la création de la fondation Arthur Ashe, destinée à aider les enfants atteints du sida.
Le court central de l'USTA National Tennis Center à Flushing Meadows (où se joue l'US Open) porte son nom depuis sa création en 1997.
En 2005, les journalistes américains de Tennis Magazine ont élu Arthur Ashe au 30e rang des « quarante plus grands champions de tennis de ces quarante dernières années » (hommes & femmes confondus), derrière Lindsay Davenport (29e) et devant Justine Henin (31e).
Depuis 2011, la marque française Le coq sportif réédite les chaussures que portait le champion américain, chaussures désormais à son nom.

## Parcours dans les tournois duGrand Chelem

### En simple
| Année | Open d'Australie | Open d'Australie | Internationaux de France | Internationaux de France | Wimbledon       | Wimbledon     | US Open         | US Open     | Open d'Australie | Open d'Australie |
| ----- | ---------------- | ---------------- | ------------------------ | ------------------------ | --------------- | ------------- | --------------- | ----------- | ---------------- | ---------------- |
| 1959  | —                | —                | —                        | —                        | —               | —             | 1er tour (1/64) | R. Laver    | n.o.             | n.o.             |
| 1960  | —                | —                | —                        | —                        | —               | —             | 2e tour (1/32)  | E. Zuleta   | n.o.             | n.o.             |
| 1961  | —                | —                | —                        | —                        | —               | —             | 2e tour (1/32)  | F. Godbout  | n.o.             | n.o.             |
| 1962  | —                | —                | —                        | —                        | —               | —             | 2e tour (1/32)  | R. Emerson  | n.o.             | n.o.             |
| 1963  | —                | —                | —                        | —                        | 3e tour (1/16)  | C. McKinley   | 3e tour (1/16)  | M. Riessen  | n.o.             | n.o.             |
| 1964  | —                | —                | —                        | —                        | 1/8 de finale   | R. Emerson    | 1/8 de finale   | T. Roche    | n.o.             | n.o.             |
| 1965  | —                | —                | —                        | —                        | 1/8 de finale   | R. Osuna      | 1/2 finale      | M. Santana  | n.o.             | n.o.             |
| 1966  | Finale           | R. Emerson       | —                        | —                        | —               | —             | 3e tour (1/16)  | J. Newcombe | n.o.             | n.o.             |
| 1967  | Finale           | R. Emerson       | —                        | —                        | —               | —             | —               | —           | n.o.             | n.o.             |
| 1968  | —                | —                | —                        | —                        | 1/2 finale      | R. Laver      | Victoire        | T. Okker    | n.o.             | n.o.             |
| 1969  | —                | —                | 1/8 de finale            | F. Stolle                | 1/2 finale      | R. Laver      | 1/2 finale      | R. Laver    | n.o.             | n.o.             |
| 1970  | Victoire         | D. Crealy        | 1/4 de finale            | Ž. Franulović            | 1/8 de finale   | A. Gimeno     | 1/4 de finale   | J. Newcombe | n.o.             | n.o.             |
| 1971  | Finale           | K. Rosewall      | 1/4 de finale            | F. Froehling             | 3e tour (1/16)  | M. Riessen    | 1/2 finale      | J. Kodeš    | n.o.             | n.o.             |
| 1972  | —                | —                | —                        | —                        | —               | —             | Finale          | I. Năstase  | n.o.             | n.o.             |
| 1973  | —                | —                | 1/8 de finale            | P. Bertolucci            | —               | —             | 3e tour (1/16)  | B. Borg     | n.o.             | n.o.             |
| 1974  | —                | —                | 1/8 de finale            | M. Orantes               | 3e tour (1/16)  | R. Tanner     | 1/4 de finale   | J. Newcombe | n.o.             | n.o.             |
| 1975  | —                | —                | —                        | —                        | Victoire        | J. Connors    | 1/8 de finale   | E. Dibbs    | n.o.             | n.o.             |
| 1976  | —                | —                | 1/8 de finale            | B. Taróczy               | 1/8 de finale   | V. Gerulaitis | 2e tour (1/32)  | J. Kodeš    | n.o.             | n.o.             |
| 1977  | 1/4 de finale    | J. Alexander     | —                        | —                        | —               | —             | —               | —           | —                | —                |
| 1978  | n.o.             | n.o.             | 1/8 de finale            | G. Vilas                 | 1er tour (1/64) | S. Docherty   | 1/8 de finale   | R. Ramírez  | 1/2 finale       | J. Marks         |
| 1979  | n.o.             | n.o.             | 3e tour (1/16)           | I. Lendl                 | 1er tour (1/64) | C. Kachel     | —               | —           | —                | —                |

N.B. : à droite du résultat se trouve le nom de l'ultime adversaire.

#### Victoires: 3
| Année | Date              | Nom et lieu du tournoi    | Surface | Finaliste     | Score                     |
| ----- | ----------------- | ------------------------- | ------- | ------------- | ------------------------- |
| 1968  | 29 août-8 sep.    | US Open (Forest Hills)    | Gazon   | Tom Okker     | 14-12, 5-7, 6-3, 3-6, 6-3 |
| 1970  | 19-27 janvier     | Open d'Australie (Sydney) | Gazon   | Dick Crealy   | 6-4, 9-7, 6-2             |
| 1975  | 23 juin-5 juillet | Wimbledon                 | Gazon   | Jimmy Connors | 6-1, 6-1, 5-7, 6-4        |

#### Finales: 4
| Année | Date            | Nom et lieu du tournoi      | Surface | Vainqueur    | Score                   |
| ----- | --------------- | --------------------------- | ------- | ------------ | ----------------------- |
| 1966  | 21-31 janvier   | Open d'Australie (Sydney)   | Gazon   | Roy Emerson  | 6-4, 6-8, 6-2, 6-3      |
| 1967  | 22-30 janvier   | Open d'Australie (Adélaïde) | Gazon   | Roy Emerson  | 6-4, 6-1, 6-1           |
| 1971  | 8-14 mars       | Open d'Australie (Sydney)   | Gazon   | Ken Rosewall | 6-1, 7-5, 6-3           |
| 1972  | 30 août-10 sep. | US Open (Forest Hills)      | Gazon   | Ilie Năstase | 3-6, 6-3, 6-7, 6-4, 6-3 |

### En double
Parcours en double à partir de 1968.
| Année | Open d'Australie                                                              | Open d'Australie       | Internationaux de France                                                          | Internationaux de France                                                         | Wimbledon                                                                         | Wimbledon                                                                       | US Open                                                                     | US Open | Open d'Australie | Open d'Australie |
| ----- | ----------------------------------------------------------------------------- | ---------------------- | --------------------------------------------------------------------------------- | -------------------------------------------------------------------------------- | --------------------------------------------------------------------------------- | ------------------------------------------------------------------------------- | --------------------------------------------------------------------------- | ------- | ---------------- | ---------------- |
| 1968  | —                                                                             | —                      | —                                                                                 | —                                                                                | 1/4 de finale C. Pasarell \|\| style="text-align:left;" \| B. Hewitt F. McMillan  | Finale A. Gimeno                                                                | R. Lutz S. Smith                                                            | n.o.    | n.o.             |                  |
| 1969  | —                                                                             | —                      | 1/4 de finale C. Pasarell \|\| style="text-align:left;" \| Newcombe T. Roche      | 1/8 de finale C. Pasarell \|\| style="text-align:left;" \| D. Contet F. Jauffret | 2e tour (1/16) Graebner \|\| style="text-align:left;" \| J. McManus J. Osborne    | n.o.                                                                            | n.o.                                                                        |         |                  |                  |
| 1970  | 1/8 de finale D. Ralston \|\| style="text-align:left;" \| S. Ball B. Giltinan | Finale C. Pasarell     | I. Năstase I. Țiriac                                                              | 1/8 de finale D. Ralston \|\| style="text-align:left;" \| R. Emerson R. Laver    | 2e tour (1/16) D. Ralston \|\| style="text-align:left;" \| I. El Shafei R. Keldie | n.o.                                                                            | n.o.                                                                        |         |                  |                  |
| 1971  | 1/2 finale D. Ralston \|\| style="text-align:left;" \| Newcombe T. Roche      | Victoire M. Riessen    | T. Gorman S. Smith                                                                | Finale D. Ralston                                                                | R. Emerson R. Laver                                                               | 1/8 de finale D. Ralston \|\| style="text-align:left;" \| M. Holeček O. Parun   | n.o.                                                                        | n.o.    |                  |                  |
| 1972  | —                                                                             | —                      | —                                                                                 | —                                                                                | —                                                                                 | —                                                                               | 1er tour (1/32) R. Lutz \|\| style="text-align:left;" \| R. Case G. Masters | n.o.    | n.o.             |                  |
| 1973  | —                                                                             | —                      | 1/4 de finale J. Kodeš \|\| style="text-align:left;" \| Newcombe T. Okker         | —                                                                                | —                                                                                 | 2e tour (1/16) R. Tanner \|\| style="text-align:left;" \| Gottfried D. Stockton | n.o.                                                                        | n.o.    |                  |                  |
| 1974  | —                                                                             | —                      | 2e tour (1/16) R. Tanner \|\| style="text-align:left;" \| I. El Shafei Franulović | 1/8 de finale R. Tanner \|\| style="text-align:left;" \| Fassbender K. Meiler    | 1er tour (1/32) R. Tanner \|\| style="text-align:left;" \| M. Estep C. Owens      | n.o.                                                                            | n.o.                                                                        |         |                  |                  |
| 1975  | —                                                                             | —                      | —                                                                                 | —                                                                                | 2e tour (1/16) Van Dillen \|\| style="text-align:left;" \| A. Panatta I. Țiriac   | 2e tour (1/16) D. Ralston \|\| style="text-align:left;" \| R. Laver B. Borg     | n.o.                                                                        | n.o.    |                  |                  |
| 1976  | —                                                                             | —                      | —                                                                                 | —                                                                                | 1er tour (1/32) C. Pasarell \|\| style="text-align:left;" \| D. Crealy K. Warwick | 1er tour (1/32) C. Pasarell \|\| style="text-align:left;" \| G. Vilas I. Țiriac | n.o.                                                                        | n.o.    |                  |                  |
| 1977  | Victoire T. Roche                                                             | C. Pasarell Van Dillen | —                                                                                 | —                                                                                | —                                                                                 | —                                                                               | —                                                                           | —       | —                | —                |
| 1978  | n.o.                                                                          | n.o.                   | 1/4 de finale F. McNair \|\| style="text-align:left;" \| B. Gottfried R. Ramírez  | 2e tour (1/16) Y. Noah \|\| style="text-align:left;" \| M. Riessen D. Stockton   | 1/8 de finale Y. Noah \|\| style="text-align:left;" \| Edmondson J. Marks         | —                                                                               | —                                                                           |         |                  |                  |
| 1979  | n.o.                                                                          | n.o.                   | 1/2 finale D. Stockton \|\| style="text-align:left;" \| R. Case P. Dent           | —                                                                                | —                                                                                 | —                                                                               | —                                                                           | —       | —                |                  |

N.B. : le nom du ou de la partenaire se trouve sous le résultat ; le nom des ultimes adversaires se trouve à droite.

#### Victoires: 2
|   | Année          | Nom et lieu du tournoi   | Partenaire    | Finalistes                       | Score                    |
| - | -------------- | ------------------------ | ------------- | -------------------------------- | ------------------------ |
| 1 | 1971           | Internationaux de France | Marty Riessen | Tom Gorman Stan Smith            | 6-8, 4-6, 6-3, 6-4, 11-9 |
| 2 | 1977 (janvier) | Open d'Australie         | Tony Roche    | Charlie Pasarell Erik van Dillen | 6-4, 6-4                 |

#### Finales: 3
|   | Année | Nom et lieu du tournoi   | Vainqueurs              | Partenaire       | Score                   |
| - | ----- | ------------------------ | ----------------------- | ---------------- | ----------------------- |
| 1 | 1968  | US Open                  | Robert Lutz Stan Smith  | Andrés Gimeno    | 11-9, 6-1, 7-5          |
| 2 | 1970  | Internationaux de France | Ilie Năstase Ion Țiriac | Charlie Pasarell | 6-2, 6-4, 6-3           |
| 3 | 1971  | Wimbledon                | Roy Emerson Rod Laver   | Dennis Ralston   | 4-6, 9-7, 6-8, 6-4, 6-4 |

## Palmarès

### Titres en simple (1961-1978): 81
- (Voir Records de titres au tennis pour les joueurs les plus titrés de l'histoire)

#### Titres Amateurs (1961-1968): 27
|    | Année | Date               | Nom et lieu du tournoi                                                    | Surface      | Finaliste          | Score                     |
| -- | ----- | ------------------ | ------------------------------------------------------------------------- | ------------ | ------------------ | ------------------------- |
| 1  | 1961  | 25 juin-1erjuillet | Hackensack Eastern Clay Court (États-Unis)                                | Terre battue | Clyde Barker       | 6-3, 2-6, 6-3, 4-6, 6-4   |
| 2  | 1961  | 14-20 août         | Hampton American Tennis Association Championships (États-Unis)            | Terre battue | Wilbur Jenkins jr. | 6-1, 6-1, 6-3             |
| 3  | 1962  | 30 avril           | Ojai Valley California Championships (États-Unis)                         | Dur          | David Reed         | 6-3, 6-2                  |
| 4  | 1962  | 26 août            | Wilberforce (Ohio) American Tennis Association Championships (États-Unis) | ?            | Wilbur Jenkins jr  | 6-1, 6-2, 6-0             |
| 5  | 1963  | 15-22 sep.         | Los Angeles Pacific South West (États-Unis)                               | Dur          | Whitney Reed       | 2-6, 9-7, 9-2             |
| 6  | 1963  | 25-28 décembre     | La Jolla U.S. Hard Courts (États-Unis)                                    | Dur          | Allen Fox          | 6-3, 12-10, 7-5           |
| 7  | 1964  | 18-24 mai          | Atherton California Championships (États-Unis)                            | ?            | Tom Brown          | 6-3, 9-7, 0-6, 6-3        |
| 8  | 1964  | 27 juillet-2 août  | South Orange Eastern Grass Court (États-Unis)                             | Gazon        | Clark Graebner     | 4-6, 8-6, 6-4, 6-3        |
| 9  | 1964  | 7-13 septembre     | Perth Amboy New Jersey Amboy (États-Unis)                                 | ?            | Gene Scott         | 6-3, 8-6, 6-2             |
| 10 | 1965  | 13-19 sep.         | Fort Worth Colonial Tennis Classic (États-Unis)                           | ?            | Fred Stolle        | 6-3, 6-4                  |
| 11 | 1965  | 1-8 novembre       | Brisbane Queensland Championships (Australie)                             | Gazon        | Roy Emerson        | 3-6, 6-2, 6-3, 3-6, 6-1   |
| 12 | 1965  | 6-12 décembre      | Adélaïde South Aust. Championships (Australie)                            | Gazon        | Roy Emerson        | 7-9, 7-5, 6-0, 6-4        |
| 13 | 1966  | 3-9 janvier        | Perth Western Aust. Championships (Australie)                             | Gazon        | Cliff Richey       | 3-6, 6-2, 6-3, 6-4        |
| 14 | 1966  | 9-16 janvier       | Hobart Tasmanian Championships (Tasmanie)                                 | Gazon        | John Newcombe      | 6-4, 6-4, 12-10           |
| 15 | 1966  | 14-20 mars         | Phoenix Arizona Thunderbird Classic (États-Unis)                          | ?            | Jim Osborne        | 3-6, 6-3, 6-2             |
| 16 | 1966  | 28 mars-3 avril    | San Juan Caribe Hilton International (Porto Rico)                         | Dur          | Cliff Richey       | 6-3, 6-4, 6-3             |
| 17 | 1966  | 19-25 avril        | Dallas Texas Invitation (États-Unis)                                      | Terre battue | Charlie Pasarell   | 5-7, 6-4, 6-4             |
| 18 | 1966  | 3-8 mai            | Los Angeles Southern California (États-Unis)                              | Dur          | Stan Smith         | 6-4, 6-2                  |
| 19 | 1967  | 6-12 février       | Philadelphie Indoor Championships (États-Unis)                            | Bois         | Charlie Pasarell   | 7-5, 9-7, 6-3             |
| 20 | 1967  | 20-22 février      | Kiamesha Lake Concord Indoor (États-Unis)                                 | Bois         | Thomaz Koch        | 6-3, 2-6, 6-2             |
| 21 | 1967  | 23-26 février      | Cleveland Western Indoor (États-Unis)                                     | ?            | Clark Graebner     | 3-6, 6-3, 6-3             |
| 22 | 1967  | 17-23 juillet      | Milwaukee U.S. Clay Courts (États-Unis)                                   | Terre battue | Marty Riessen      | 4-6, 6-3, 6-1, 7-5        |
| 23 | 1967  | 26-31 décembre     | La Nouvelle-Orléans Sugar Bowl Invitational (États-Unis)                  | ?            | Nikola Pilić       | 5-7, 8-10, 6-3, 11-9, 6-3 |
| 24 | 1968  | 29 jan-4 fév.      | Richmond Fidelity Bankers Invitation (États-Unis)                         | Moquette     | Robert McKinley    | 6-2, 6-1                  |
| 25 | 1968  | 25 fév-1er mars    | Kiamesha Lake Concord Indoor (États-Unis)                                 | Bois         | Jan Leschly        | 6-3, 15-13                |
| 26 | 1968  | 24-30 mars         | New York (M.S.G.) Championships (États-Unis)                              | Bois         | Roy Emerson        | 6-4, 6-4, 7-5             |
| 27 | 1968  | 8-15 avril         | Charlotte North Carolina Invitation (États-Unis)                          | Dur          | Ron Holmberg       | 6-2, 6-4                  |

#### Titres Universitaires (1963-1965): 7
|   | Année | Date        | Nom et lieu du tournoi                                     | Finaliste      | Score          |
| - | ----- | ----------- | ---------------------------------------------------------- | -------------- | -------------- |
| 1 | 1963  | 11-17 mars  | Pasadena Southern California Intercollegiates (États-Unis) | David Reed     | ?              |
| 2 | 1964  | 9-15 mars   | Pasadena Southern California Intercollegiates (États-Unis) | Dennis Ralston | 5-7, 6-4, 8-6  |
| 3 | 1964  | 20-26 avril | Ojai Valley Pacific Intercollegiates (États-Unis)          | Dennis Ralston | 6-3, 7-5       |
| 4 | 1965  | 19-25 avril | Ojai Valley Pacific Intercollegiates (États-Unis)          | Tom Edlefsen   | 3-6, 6-2, 7-5  |
| 5 | 1965  | 11-16 juin  | Los Angeles Western Universities (États-Unis)              | Tom Edlefsen   | 0-6, 6-4, 11-9 |
| 6 | 1965  | juin        | Pasadena Southern California Intercollegiates (États-Unis) | David Reed     | ?              |
| 7 | 1965  | 14-19 juin  | Los Angeles National Collegiate (États-Unis)               | Michael Belkin | 6-4, 6-1, 6-1  |

#### Titres Ère Open (1968-1978): 47
- * 32 recensés par le site Web de l'ATP[4].

|    | Année | Date              | Nom et lieu du tournoi                              | Surface        | Finaliste         | Score                     |
| -- | ----- | ----------------- | --------------------------------------------------- | -------------- | ----------------- | ------------------------- |
| 1  | 1968  | 10-15 juin        | Bristol Championships (Angleterre)                  | Gazon          | Clark Graebner    | 6-4, 6-3                  |
| 2  | 1968  | 22-28 juillet     | Haverford Merion Cricket Club (États-Unis)          | Gazon          | Marty Riessen     | 6-2, 6-3, 6-3             |
| 3  | 1968  | 19-25 août        | Boston U.S. Amateur (États-Unis)                    | Gazon          | Robert Lutz       | 4-6, 8-6, 8-10, 6-0, 6-4  |
| 4  | 1968  | 29 août-8 sep.    | * US Open (Forest Hills) (États-Unis)               | Gazon          | Tom Okker         | 14-12, 5-7, 6-3, 3-6, 6-3 |
| 5  | 1968  | 9-13 septembre    | Las Vegas Desert Inn Invitational (États-Unis)      | Dur            | Clark Graebner    | 9-7, 6-3                  |
| 6  | 1968  | 9-14 décembre     | Brisbane Queensland Championships (Australie)       | Gazon          | Stan Smith        | 6-4, 1-6, 9-7, 4-6, 7-5   |
| 7  | 1969  | 31 mars-6 avril   | San Juan Caribe Hilton International (Porto Rico)   | Dur            | Charlie Pasarell  | 5-7, 5-7, 6-0, 6-4, 6-3   |
| 8  | 1970  | 19-27 janvier     | * Open d'Australie (Sydney) (Australie)             | Gazon          | Dick Crealy       | 6-4, 9-7, 6-2             |
| 9  | 1970  | 9-15 février      | Richmond Fidelity Invitation (États-Unis)           | Moquette       | Stan Smith        | 6-2, 13-11                |
| 10 | 1970  | 23-29 mars        | Jacksonville Greater Open (États-Unis)              | Dur (int.)     | Brian Fairlie     | 6-3, 4-6, 6-3             |
| 11 | 1970  | 30 mars-4 avril   | * San Juan Caribe Hilton Invitational (Porto Rico)  | Dur            | Cliff Richey      | 6-4, 6-3, 1-6, 6-3        |
| 12 | 1970  | 6-12 avril        | Hamilton Bacardi Rum Open (Bermudes)                | Terre battue   | Željko Franulović | 8-6, 7-5                  |
| 13 | 1970  | 27 avril-3 mai    | Kansas City Gleenwood Invitational (États-Unis)     | Terre battue   | Clark Graebner    | 7-6, 6-1                  |
| 14 | 1970  | 4-10 mai          | Sacramento Central California (États-Unis)          | Dur            | Barry MacKay      | 6-4, 6-2, 3-6, 10-8       |
| 15 | 1970  | 9-13 juin         | Nottingham Invitational R.R. (Angleterre)           | Gazon          | Bob Hewitt        | 4-6, 6-3, 6-1             |
| 16 | 1970  | 22-26 juillet     | Båstad Champions Cup (Suède)                        | Terre battue ? | Martin Mulligan   | 6-4, 7-5, 6-3             |
| 17 | 1970  | 29 sep-4 oct.     | * Berkeley Pacific Coast Open (États-Unis)          | Moquette       | Cliff Richey      | 6-4, 6-2, 6-4             |
| 18 | 1970  | 12-18 octobre     | Denver International Championships (États-Unis)     | Moquette       | Charlie Pasarell  | 6-2, 5-7, 6-3             |
| 19 | 1970  | 9-15 novembre     | * Paris Indoor Open Championships (France)          | Moquette       | Marty Riessen     | 7-6, 6-4, 6-3             |
| 20 | 1971  | 12-18 avril       | * Charlotte National Bank Open (États-Unis)         | Dur            | Stan Smith        | 6-3, 6-3                  |
| 21 | 1971  | 31 oct-7 nov.     | * Stockholm/WCT Open Indoor (Suède)                 | Dur (int.)     | Jan Kodeš         | 6-1, 3-6, 6-2, 1-6, 6-4   |
| 22 | 1972  | 24-30 juillet     | * Louisville/WCT International Classic (États-Unis) | Terre battue   | Mark Cox          | 6-4, 6-4                  |
| 23 | 1972  | 11-17 sep.        | * Montréal/WCT Rothmans International (Canada)      | ?              | Roy Emerson       | 6-1, 3-6, 6-2, 7-5        |
| 24 | 1972  | 12-18 novembre    | * Rotterdam/WCT Indoor Open (Pays-Bas)              | Moquette       | Tom Okker         | 3-6, 6-2, 6-1             |
| 25 | 1972  | 19-25 novembre    | * Rome/WCT Winter Finals (Italie)                   | Moquette       | Robert Lutz       | 6-2, 3-6, 6-3, 3-6, 7-6   |
| 26 | 1973  | 26 février-4 mars | * Chicago/WCT Kemper International (États-Unis)     | Moquette       | Roger Taylor      | 3-6, 7-6, 7-6             |
| 27 | 1973  | 23-29 juillet     | * Washington Star International (États-Unis)        | Terre battue   | Tom Okker         | 6-4, 6-2                  |
| 28 | 1974  | 11-17 février     | * Bologne/WCT Astor Cup (Italie)                    | Moquette       | Mark Cox          | 6-4, 7-5                  |
| 29 | 1974  | 25 février-3 mars | * Barcelone/WCT International (Espagne)             | Moquette       | Björn Borg        | 6-4, 3-6, 6-3             |
| 30 | 1974  | 4-10 novembre     | * Stockholm Open (Suède)                            | Dur (int.)     | Tom Okker         | 6-2, 6-2                  |
| 31 | 1975  | 17-23 février     | * Barcelone/WCT Banca Catalana (Espagne)            | Moquette       | Björn Borg        | 7-6, 6-3                  |
| 32 | 1975  | 24 février-2 mars | * Rotterdam/WCT Algemene Bank (Pays-Bas)            | Moquette       | Tom Okker         | 3-6, 6-2, 6-4             |
| 33 | 1975  | 10-16 mars        | * Munich/WCT International (Allemagne)              | Moquette       | Björn Borg        | 6-4, 7-6                  |
| 34 | 1975  | 7-11 mai          | * Dallas Finales/WCT (États-Unis)                   | Moquette       | Björn Borg        | 3-6, 6-4, 6-4, 6-0        |
| 35 | 1975  | 21-27 avril       | * Stockholm/WCT Open International (Suède)          | Moquette       | Tom Okker         | 6-4, 6-2                  |
| 36 | 1975  | 8-14 juin         | Beckenham Kent Championships (Angleterre)           | Gazon          | Roscoe Tanner     | 7-5, 6-4                  |
| 37 | 1975  | 23 juin-5 juillet | * Wimbledon (Angleterre)                            | Gazon          | Jimmy Connors     | 6-1, 6-1, 5-7, 6-4        |
| 38 | 1975  | 15-21 sep.        | * Los Angeles Pacific Southwest (États-Unis)        | Dur            | Roscoe Tanner     | 3-6, 7-5, 6-3             |
| 39 | 1975  | 22-28 sep.        | * San Francisco F.F. International (États-Unis)     | Moquette       | Guillermo Vilas   | 6-0, 7-6                  |
| 40 | 1976  | 6-11 janvier      | * Columbus/WCT Dispatch Charities (États-Unis)      | Moquette       | Andrew Pattison   | 3-6, 6-3, 7-6             |
| 41 | 1976  | 14-19 janvier     | * Indianapolis/WCT Merchants Bank (États-Unis)      | Moquette       | Vitas Gerulaitis  | 6-2, 6-7, 6-4             |
| 42 | 1976  | 4-8 février       | * Richmond/WCT Virginia Bank (États-Unis)           | Moquette       | Brian Gottfried   | 6-2, 6-4                  |
| 43 | 1976  | 17-22 février     | * Rome/WCT Copa Puma (Italie)                       | Moquette       | Robert Lutz       | 6-2, 0-6, 6-3             |
| 44 | 1976  | 24-29 février     | * Rotterdam/WCT ABN World Tennis (Pays-Bas)         | Moquette       | Robert Lutz       | 6-3, 6-3                  |
| 45 | 1978  | 17-24 avril       | * San José Smythe Grand Prix (États-Unis)           | Moquette       | Bernard Mitton    | 6-7, 6-1, 6-2             |
| 46 | 1978  | 7-13 août         | * Columbus Wendy's Tennis Classic (États-Unis)      | Dur            | Robert Lutz       | 6-3, 6-4                  |
| 47 | 1978  | 18-24 septembre   | * Los Angeles Arco Tennis Open (États-Unis)         | Dur            | Brian Gottfried   | 6-2, 6-4                  |

### Finales en simple (1962-1979): 61

#### Finales Amateurs (1962-1967): 19
|    | Année | Date                 | Nom et lieu du tournoi                              | Surface | Vainqueur        | Score                |
| -- | ----- | -------------------- | --------------------------------------------------- | ------- | ---------------- | -------------------- |
| 1  | 1962  | 18 novembre          | Palm Springs Farrell Invitation (États-Unis)        | Dur ?   | Dennis Ralston   | 6-0, 2-6, 6-4        |
| 2  | 1963  | 13 avril             | Los Angeles Big Six Conference College (États-Unis) | Dur ?   | Dennis Ralston   | 7-9, 6-3, 6-4        |
| 3  | 1963  | 17 novembre          | Palm Springs Farrell Invitation (États-Unis)        | Dur ?   | Allen Fox        | 6-3, 6-0             |
| 4  | 1964  | 2-9 février          | Palm Desert Desert Invitation (États-Unis)          | Dur     | Dennis Ralston   | 6-3, 6-3             |
| 5  | 1964  | 4-10 mai             | Los Angeles Southern California (États-Unis)        | Dur     | Dennis Ralston   | 6-3, 4-6, 6-1, 6-4   |
| 6  | 1964  | 13-16 novembre       | Palm Springs Farrell Invitation (États-Unis)        | Dur ?   | Dennis Ralston   | 6-1, 6-1             |
| 7  | 1964  | 21-28 novembre       | Tucson Arizona Invitational (États-Unis)            | Dur ?   | Dennis Ralston   | 6-3, 6-3             |
| 8  | 1965  | 23-28 mars           | Phoenix Arizona Thunderbird Classic (États-Unis)    | ?       | Chuck McKinley   | 8-10, 6-4, 10-8      |
| 9  | 1965  | 2-9 mai              | Los Angeles Southern California (États-Unis)        | Dur     | Dennis Ralston   | 8-6, 6-2             |
| 10 | 1965  | 20-27 septembre      | Los Angeles Pacific Southwest (États-Unis)          | Dur     | Dennis Ralston   | 6-4, 6-3             |
| 11 | 1965  | 15-22 novembre       | Sydney N.S.W. Championships (Australie)             | Gazon   | John Newcombe    | 6-3, 3-6, 6-3, 6-4   |
| 12 | 1966  | 21-31 janvier        | Australian Championships (Sydney) (Australie)       | Gazon   | Roy Emerson      | 6-4, 6-8, 6-2, 6-3   |
| 13 | 1966  | 6-13 février         | Philadelphie Indoor Championships (États-Unis)      | Bois    | Charlie Pasarell | 4-6, 6-4, 6-1, 8-6   |
| 14 | 1966  | 3-10 octobre         | Kingston Saint Andrews Invitational (Jamaïque)      | Gazon   | Richard Russell  | 6-4, 2-6, 6-4        |
| 15 | 1967  | 9-15 janvier         | Hobart Tasmanian Championships (Tasmanie)           | Gazon   | Tony Roche       | 9-7, 1-6, 6-2, 8-6   |
| 16 | 1967  | 22-30 janvier        | Australian Championships (Adélaïde) (Australie)     | Gazon   | Roy Emerson      | 6-4, 6-1, 6-1        |
| 17 | 1967  | 31 janvier-5 février | Richmond Fidelity Bankers Invitation (États-Unis)   | ?       | Charlie Pasarell | 6-3, 8-6             |
| 18 | 1967  | 12-19 février        | Salisbury U.S. Indoor (États-Unis)                  | ?       | Charlie Pasarell | 13-11, 6-2, 2-6, 9-7 |
| 19 | 1967  | 27 février-5 mars    | New York Vanderbilt Athletic R.R. (États-Unis)      | Bois    | John Newcombe    | 3-6, 6-3, 3-1, ab.   |

#### Finale Universitaire: 1
|   | Année | Date      | Nom et lieu du tournoi                                      | Vainqueur      | Score    |
| 1 | 1964  | 11-17 mai | Palo Alto California National Intercollegiates (États-Unis) | Dennis Ralston | 6-3, 6-2 |

#### Finales Ère Open (1969-1979): 41
- * 36 recensées par le site Web de l'ATP.

|    | Année | Date                | Nom et lieu du tournoi                             | Surface      | Vainqueur         | Score                   |
| -- | ----- | ------------------- | -------------------------------------------------- | ------------ | ----------------- | ----------------------- |
| 1  | 1969  | 6-12 janvier        | * Melbourne Victorian Open (Australie)             | Gazon        | Stan Smith        | 14-12, 6-8, 6-3, 8-6    |
| 2  | 1969  | 24-29 mars          | * New York (M.S.G.) Championships (États-Unis)     | Bois         | Andrés Gimeno     | 6-1, 6-2, 3-6, 6-8, 9-7 |
| 3  | 1969  | 5-11 mai            | Madrid Puerta de Hierro Open (Espagne)             | Terre battue | Manuel Santana    | 9-11, 6-4, 8-6, 6-1     |
| 4  | 1969  | 7-13 juillet        | Washington Star International (États-Unis)         | Terre battue | Thomaz Koch       | 7-5, 9-7, 4-6, 2-6, 6-4 |
| 5  | 1969  | 21-27 juillet       | Indianapolis U.S. Clay Court (États-Unis)          | Terre battue | Željko Franulović | 8-6, 6-3, 6-4           |
| 6  | 1969  | 6-12 octobre        | * Las Vegas Howard Hughes Open (États-Unis)        | Dur          | Pancho Gonzales   | 6-0, 6-2, 6-4           |
| 7  | 1970  | 23 février-1er mars | * Macon Georgia International (États-Unis)         | Moquette     | Cliff Richey      | 3-6, 6-3, 8-6           |
| 8  | 1970  | 13-19 juillet       | * Washington Star International (États-Unis)       | Terre battue | Cliff Richey      | 7-5, 6-2, 6-1           |
| 9  | 1970  | 23 nov-1erdéc       | * Stockholm Indoor Championships (Suède)           | Dur (int.)   | Stan Smith        | 5-7, 6-4, 6-4           |
| 10 | 1971  | 3-7 février         | * Richmond Fidelity Bankers Open (États-Unis)      | Dur (int.)   | Ilie Năstase      | 3-6, 6-2, 6-4           |
| 11 | 1971  | 8-14 mars           | * Australian Open (Sydney) (Australie)             | Gazon        | Ken Rosewall      | 6-1, 7-5, 6-3           |
| 12 | 1971  | 22-28 mars          | * Chicago/WCT Sportface International (États-Unis) | Moquette     | John Newcombe     | 4-6, 7-6, 6-2, 6-3      |
| 13 | 1971  | 26 avril-2 mai      | * Dallas/WCT Rawlings Classic (États-Unis)         | Moquette     | John Newcombe     | 7-6, 6-4                |
| 14 | 1971  | 7-14 novembre       | * Bologne/WCT Rothmans Open (Italie)               | Moquette     | Rod Laver         | 6-3, 6-4, 6-4           |
| 15 | 1972  | 13-19 mars          | * Chicago/WCT Kemper International (États-Unis)    | Moquette     | Tom Okker         | 4-6, 6-2, 6-3           |
| 16 | 1972  | 30 août-9 sept      | * US Open (Forest Hills) (États-Unis)              | Gazon        | Ilie Năstase      | 3-6, 6-3, 6-7, 6-4, 6-3 |
| 17 | 1973  | 19-25 mars          | * Washington/WCT Union Trust Classic (États-Unis)  | Moquette     | Tom Okker         | 6-3, 6-7, 7-6           |
| 18 | 1973  | 17-22 avril         | * Charlotte/WCT NCNB Classic (États-Unis)          | Dur          | Ken Rosewall      | 6-3, 7-6                |
| 19 | 1973  | 23-29 avril         | * Denver/WCT United Bank Classic (États-Unis)      | Moquette     | Mark Cox          | 6-1, 6-1                |
| 20 | 1973  | 9-13 mai            | * Dallas Finales/WCT (États-Unis)                  | Moquette     | Stan Smith        | 6-3, 6-3, 4-6, 6-4      |
| 21 | 1973  | 14-20 mai           | * Las Vegas Alan King Caesars Palace (États-Unis)  | Dur          | Brian Gottfried   | 6-1, 6-3                |
| 22 | 1973  | 16-23 juillet       | * US Pro Championships Chestnut Hill (États-Unis)  | Dur          | Jimmy Connors     | 6-3, 4-6, 6-4, 3-6, 6-2 |
| 23 | 1973  | 14-27 novembre      | * Johannesburg South African Open (Afrique du Sud) | Dur          | Jimmy Connors     | 6-4, 7-6, 6-3           |
| 24 | 1974  | 21-27 janvier       | * Philadelphie/WCT U.S. Pro Indoor (États-Unis)    | Moquette     | Rod Laver         | 6-1, 6-4, 3-6, 6-4      |
| 25 | 1974  | 11-17 mars          | * Sao Paulo/WCT Copersucar (Brésil)                | Moquette     | Björn Borg        | 6-2, 3-6, 6-3           |
| 26 | 1974  | 25-31 mars          | * Tucson American Airlines (États-Unis)            | Dur          | John Newcombe     | 6-3, 7-6                |
| 27 | 1974  | 22-28 avril         | * Denver/WCT United Bank Classic (États-Unis)      | Moquette     | Roscoe Tanner     | 6-2, 6-4                |
| 28 | 1974  | 24-29 septembre     | * San Francisco F.F. International (États-Unis)    | Moquette     | Ross Case         | 6-3, 5-7, 6-4           |
| 29 | 1974  | 18-26 novembre      | * Johannesburg South African Open (Afrique du Sud) | Dur          | Jimmy Connors     | 7-6, 6-3, 6-1           |
| 30 | 1975  | 13-18 janvier       | San Juan CBS Classic (Porto Rico)                  | Dur          | Rod Laver         | 6-3, 7-5                |
| 31 | 1975  | 27 janv-2 février   | * Richmond/WCT Tennis Classic (États-Unis)         | Moquette     | Björn Borg        | 4-6, 6-4, 6-4           |
| 32 | 1975  | 6-12 février        | * Bologne/WCT International (Italie)               | Moquette     | Björn Borg        | 7-6, 4-6, 7-6           |
| 33 | 1975  | 4-11 août           | * Indianapolis U.S. Clay Court (États-Unis)        | Terre battue | Manuel Orantes    | 6-2, 6-2                |
| 34 | 1975  | 27 oct-2 nov        | * Paris Indoor Jean Becker Open (France)           | Moquette     | Tom Okker         | 6-3, 2-6, 6-3, 3-6, 6-4 |
| 35 | 1976  | 9-15 février        | * Lagos/WCT Nigeria Open (Nigeria)                 | Terre battue | Dick Stockton     | 6-3, 6-2                |
| 36 | 1976  | 15 février-23 mai   | * Honolulu/WCT Avis Challenge Cup (États-Unis)     | Dur          | Ilie Năstase      | 6-3, 1-6, 6-7, 6-3, 6-1 |
| 37 | 1976  | 20-27 sept          | * Los Angeles Pacific Southwest (États-Unis)       | Dur          | Brian Gottfried   | 4-6, 7-5, 6-1           |
| 38 | 1976  | 11-15 octobre       | Hilton Head W.I.T.C. (États-Unis)                  | Terre battue | Björn Borg        | 6-1, 6-2                |
| 39 | 1979  | 10-14 janvier       | * Masters New York (États-Unis)                    | Moquette     | John McEnroe      | 6-7, 6-3, 7-5           |
| 40 | 1979  | 22-28 janvier       | * Philadelphie INA U.S. Pro Indoor (États-Unis)    | Moquette     | Jimmy Connors     | 6-3, 6-4, 6-1           |
| 41 | 1979  | 26 février-4 mars   | * Memphis U.S. National Indoor (États-Unis)        | Moquette     | Jimmy Connors     | 6-4, 5-7, 6-3           |

### Titres en double: 14
- 1970 : Indianapolis (avec Clark Graebner), Stockholm Open (avec Stan Smith)
- 1971 : Roland-Garros (avec Marty Riessen)
- 1972 : Philadelphie WCT (avec Robert Lutz)
- 1973 : Denver WCT (avec Roscoe Tanner), Johannesbourg (avec Tom Okker)
- 1974 : Barcelone WCT (avec Roscoe Tanner), Denver WCT (avec Roscoe Tanner)
- 1975 : Barcelone WCT (avec Tom Okker), Johannesburg WCT (avec Tom Okker), Stockholm WCT (avec Tom Okker)
- 1976 : Las Vegas (avec Charlie Pasarell)
- 1977 : Australian Open (avec Tony Roche)
- 1978 : Washington (avec Bob Hewitt)

### Finales en double: 24
- 1968 : US Open (avec Andrés Gimeno)
- 1970 : Philadelphie WCT (avec Dennis Ralston), Roland-Garros (avec Charlie Pasarell), Queen's (avec Charlie Pasarell)
- 1971 : Wimbledon (avec Dennis Ralston), Montréal (avec Dennis Ralston), Stockholm Open (avec Robert Lutz)
- 1972 : Louisville WCT (avec Robert Lutz), Boston WCT (avec Robert Lutz), Rotterdam WCT (avec Robert Lutz)
- 1973 : Londres WCT (avec Roscoe Tanner), Washington WCT (avec Roscoe Tanner), Houston WCT (avec Roscoe Tanner), Paris Indoor (avec Roscoe Tanner)
- 1974 : Bologne WCT (avec Roscoe Tanner), Houston (avec Roscoe Tanner)
- 1975 : Bologne WCT (avec Tom Okker), Monte-Carlo WCT (avec Tom Okker)
- 1976 : Columbus WCT (avec Tom Okker), Richmond WCT (avec Tom Okker), Rotterdam WCT (avec Tom Okker), Washington (avec Jimmy Connors), Los Angeles (avec Charlie Pasarell)
- 1978 : Washington Indoor (avec John McEnroe)

## Classement ATP en fin de saison
| Année | 1973 | 1974 | 1975 | 1976 | 1977 | 1978 | 1979 | 1980 |
| Rang  | 10   | 7    | 4    | 12   | 130  | 13   | 7    | 99   |

#### Ouvrages écrits par Arthur Ashe
- (en) Arthur Ashe et Clifford George Gewecke, Advantage Ashe, University of Michigan: Coward-McCann, 1967
- (en) Arthur Ashe et Neil Amdur, Off the court, New American Library, 1967, 230 p. (ISBN 978-0-453-00400-8)
- (en) Arthur Ashe et Arnold Rampersad, Days of Grace : A Memoir, New York, Alfred A. Knopf, 1993 (ISBN 978-0-679-42396-6)
  - Traduction française : Arthur Ashe et Arnold Rampersad, Jours de grâce : Mémoires, Belfond GF, 1993, 340 p. (ISBN 978-2-7144-3026-7)
- (en) Arthur Ashe, A Hard Road to Glory : A History of the African-American Athlete, New York, Amistad, 1993, 224 p. (ISBN 978-1-56743-006-6)

#### Autres ouvrages
- (en) Chris McDougall, Arthur Ashe : Tennis Great & Civil Rights Leader, ABDO Publishing Co, coll. « Legendary Athletes », 2011, 112 p. (ISBN 978-1-61714-753-1)
- (en) Eric Allen Hall, Arthur Ashe : Tennis And Justice In The Civil Rights Era, Johns Hopkins University Press, 2014, 344 p. (ISBN 978-1-4214-1394-5)
- (en) Raymond Arsenault, Arthur Ashe : A Life, Simon & Schuster, 2018 (ISBN 978-1-4391-8904-7)